# Isaac Titsingh
Isaac Titsingh (* 10. Januar 1745 in Amsterdam; † 2. Februar 1812 in Paris) war ein niederländischer Gelehrter, Kaufmann und Botschafter.

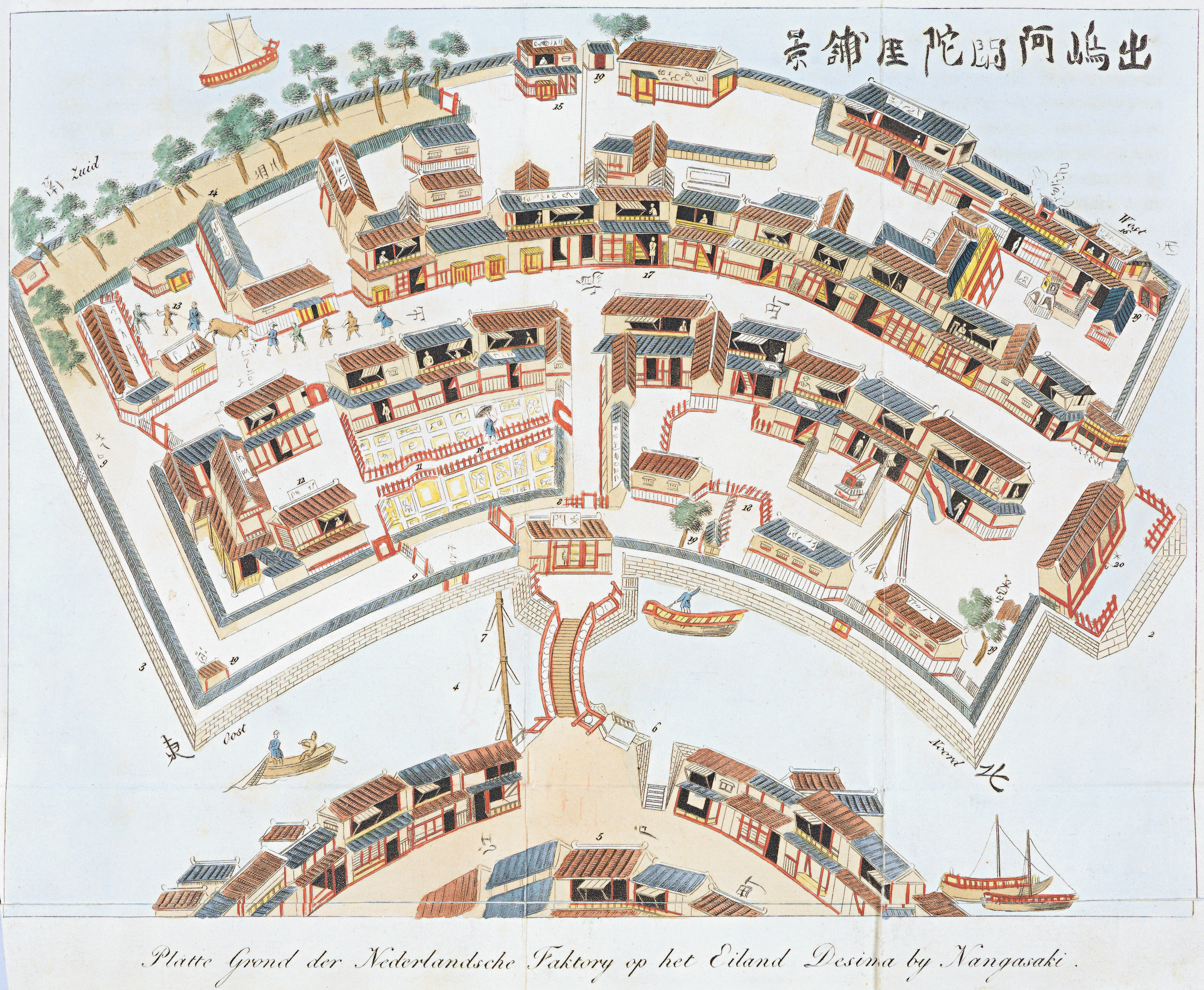
Japanischer Holzblockdruck der VOC-Handelsniederlassung Dejima (aus Titsinghs „Bijzonderheden over Japan“, der niederländischen Ausgabe von Cérémonies usitées au Japon)

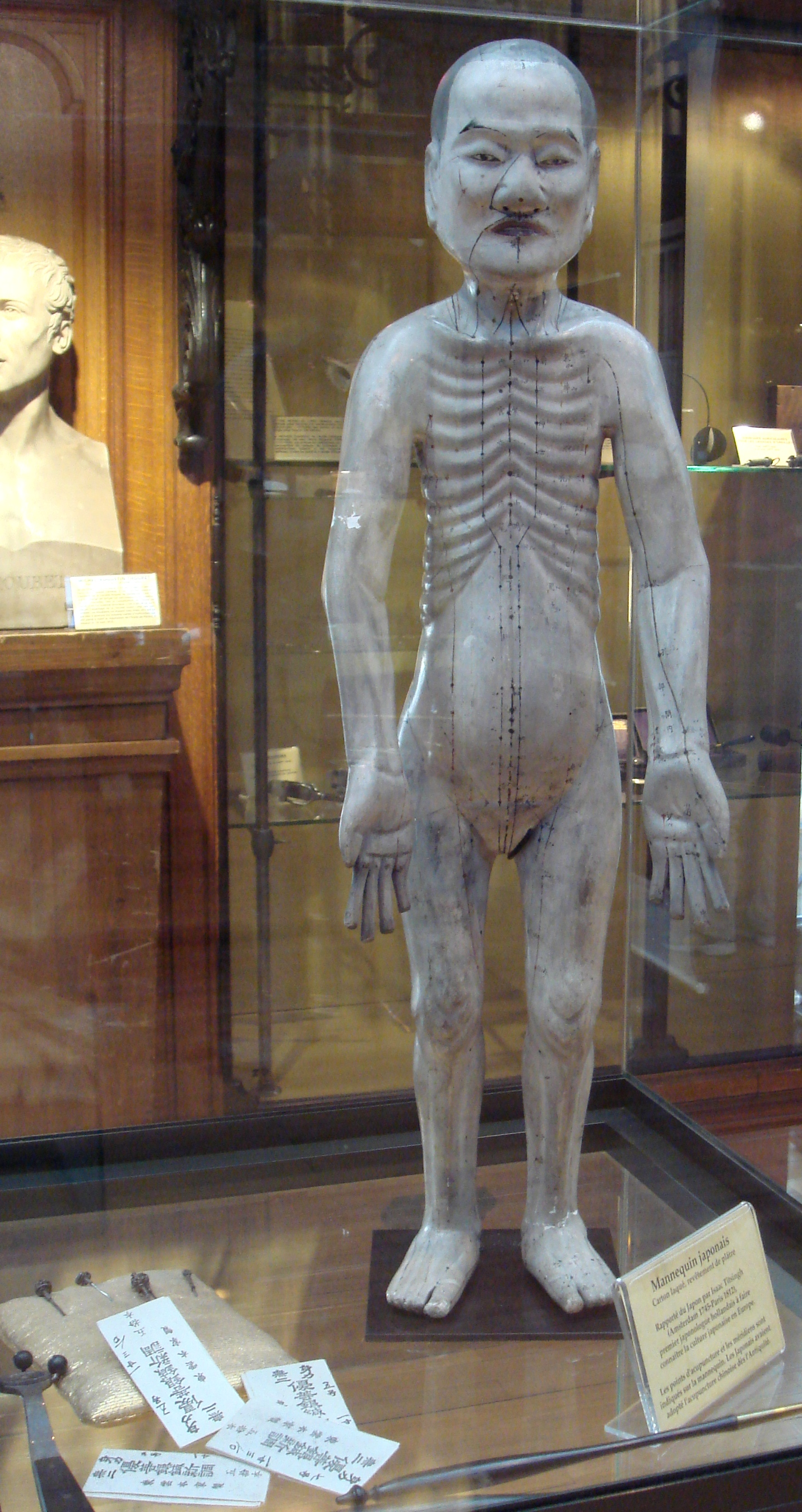
Japanische Akupunkturpuppe („Tsoe-Bosi“), die Titsingh in Kyoto von dem Hofarzt Ogino Gengai (1737–1806) erhalten hatte.

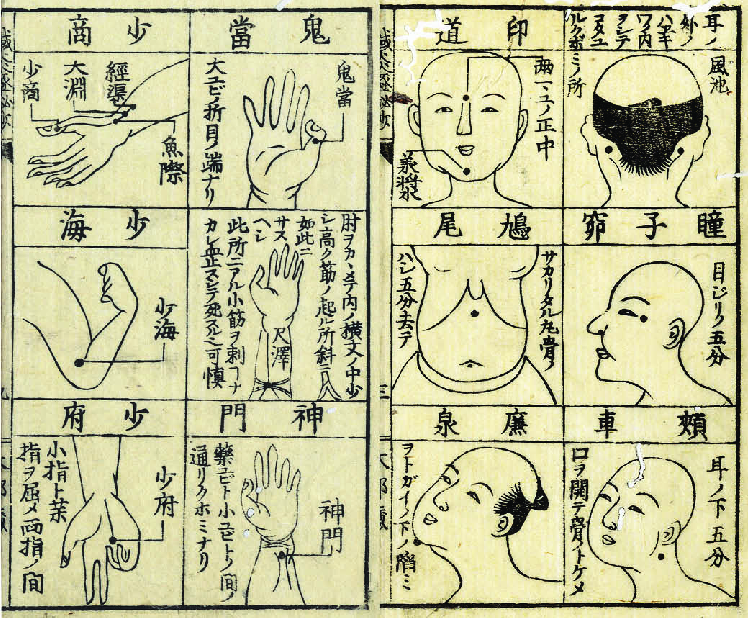
Illustration von Therapiepunkten im Shinkyūgokuhi-shō (Kyōto, 1780), ebenfalls ein Geschenk des Hofarztes Ogino

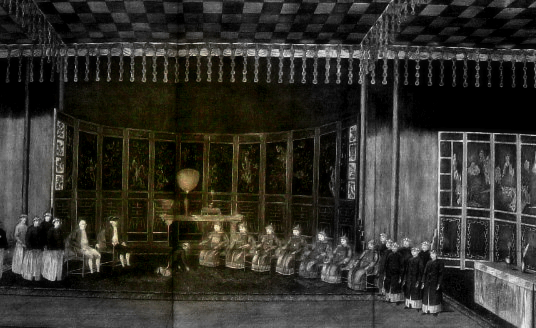
Isaac Titsingh am Hofe des chinesischen Kaisers Qianlong (links sitzend, mit Hut)

## Leben
Titsingh stammte aus einer wohlhabenden Amsterdamer Familie, die mehrere namhafte Ärzte hervorgebracht hatte. Wohl deshalb studierte er in Leiden zunächst Medizin, erwarb dann aber einen Doktortitel in Rechtswissenschaften und trat 1765, also mit gerade zwanzig Jahren, als Unterkaufmann (onderkoopman) in den Dienst der der Holländischen Ostindien-Kompanie (Vereenigde Oostindische Compagnie oder VOC). In Batavia arbeitete er zunächst in der Verwaltung. Im Sommer 1779 segelt er das erste Mal nach Japan und übernahm die Leitung der Faktorei, die er mit Unterbrechungen insgesamt dreieinhalb Jahre innehatte. Zweimal reiste er nach Edo zu Audienzen mit dem Shōgun. Später war er Generalgouverneur der Kompanie in Chinsura, Bengalen. Hier gelang ihm eine gute Zusammenarbeit  mit Charles Cornwallis, dem General-Gouverneur der konkurrierenden britischen East India Company. 1795 vertrat Titsingh die Interessen der Niederländer im Kaiserreich China. Er zeigte am Hof des Kaisers Qianlong (auch Chien-lung) weitaus mehr Geschick als der britische Gesandte Georges Macartney zwei Jahre zuvor.

### Japan, 1779–1784
Dreimal war Titsingh als Leiter (Opperhoofd, Oberhaupt) der VOC-Niederlassung in Japan: von August 1779 bis November 1780, von August 1781 bis November 1783 und von August 1784 bis November 1784. Seit der Ausweisung der letzten Portugiesen im Jahre 1639 erlaubte man im Zuge der japanischen Abschließungspolitik nur noch die Anlandung der Niederländer, die allerdings mit der kleinen künstlichen Insel Dejima (in westlichen Texten auch „Deshima“ geschrieben) in der Bucht von Nagasaki vorliebnehmen mussten. Bis zur Mitte des 19. Jahrhunderts fungierte Dejima als Bühne des euro-japanischen Handels und Kulturaustauschs. Wie seine Vorgänger musste Titsingh einmal jährlich mit seinem Stellvertreter, einem Sekretär, dem Arzt der Niederlassung und einem großen japanischen Gefolge zum Hofe des Shōgun nach Edo (heute Tokyo) ziehen, um in einer Reverenz-Erweisung den Dank der Kompanie für die Handelserlaubnis in Japan zu bekräftigen. Zwar blieb auf dieser „Hofreise nach Edo“ der Kontakt zur Bevölkerung ziemlich eingeschränkt, doch konnten die Europäer hierbei die Verhältnisse im Landesinneren beobachten und, soweit die Begleiter das duldeten, Materialien und Informationen sammeln. Und auch japanische Gelehrte, Ärzte und interessierte Beamte nutzten die Gelegenheit zur direkten Begegnung und zum Informationsaustausch. Nahezu alle europäischen Ärzte, die an der Hofreise teilnahmen, wurden überdies zu hochgestellten Patienten gerufen, die sich in vielfältiger Weise erkenntlich zeigten. Der hochgebildete Titsingh lernte während seiner Zeit in Japan einflussreiche Landesfürsten (Daimyō) wie Shimazu Shigehide oder Kutsuki Masatsuna und herausragende Vertreter der „Hollandkunde“ (Rangaku) wie Katsuragawa Hoshū oder Nakagawa Jun’an kennen und schätzen. Die von ihm  trotz aller Verbote zusammengetragene und aus dem Lande geschmuggelte Sammlung dokumentiert Titsinghs Ambitionen ebenso wie sein Geschick im Umgang mit japanischen Partnern.

### Indien, 1785–1792
1785 wurde Titsingh zum Direktor des VOC-Handelspostens in Chinsura, Bengalen, ernannt. Chinsura liegt flussaufwärts von Kalkutta am Fluss Hugli, einem Nebenarm des Ganges. Titsingh scheint das intellektuelle Leben der europäischen Gemeinde stimuliert zu haben. Von William Jones, einem Philologen und Juristen in Kalkutta, wurde er als „der Mandarin von Chinsura“ beschrieben.

### Batavia, 1792–1793
Titsinghs Rückkehr nach Batavia (jetzt Jakarta, Indonesien) führte zu neuen Aufgaben als Ontvanger-Generaal (Schatzmeister) und später als Commisaris ter Zee (Seebeauftragter).

### China, 1794–1795
Für die Feiern des sechzigsten Jahrestages der Herrschaft des Kaisers Qianlong (1711–1799) wurde Titsingh zum holländischen Botschafter in China ernannt. Der niederländischen Delegation gehörten u. a. Andreas Everardus van Braam Houckgeest und Chrétien-Louis-Joseph de Guignes an. Dessen Berichte wurden sowohl in Europa als auch in den USA veröffentlicht.

### Europa, 1796–1812
Nach Jahrzehnten in Ostasien kehrte Titsingh nach Europa zurück und ließ sich schließlich in Paris nieder. Seine Sammlung, das „Cabinet Titsingh“, erregte großes Aufsehen. Eigentlich plante er eine umfassende Beschreibung Japans, welche die bisherigen Standardwerke von Engelbert Kaempfer und Carl Peter Thunberg ablösen sollte. Es kam jedoch nicht zur Verwirklichung dieser Unternehmung. Titsingh starb am 2. Februar 1812 und wurde auf dem Friedhof Père-Lachaise  bestattet. Der Grabstein wurde mit folgender Inschrift versehen: „Ici repose Isaac Titsingh. Ancien conseiller des Indes hollandaises. Ambassadeur à la Chine et au Japon. Mort à Paris le 2 Février 1812, âgé de 68 ans.“ (Hier liegt Isaac Titsingh, früher  Ratsmitglied der Holländischen Ostindien-Kompanie, Botschafter in China und Japan, verstorben in Paris, am 2. Februar 1812, im Alter von 68 Jahren.)

### Beitrag zur Erforschung Japans
Nach dem Tod sollte Titsinghs „Cabinet“ nach England gehen, doch nach allerlei Wirren gelangten die Objekte 1818 in die Hände des Pariser Verlegers Auguste Nicolas Nepveu. Der benötigte fünf Jahre, um einige Abhandlungen Titsinghs unter dem Titel Cérémonies usitées au Japon, pour les mariages et les funérailles: suivies de détails sur la poudre Dosia, de la préface d'un livre de Confoutzée sur la piété filiale zu veröffentlichen. Dann sichtete der Orientalist Jean Pierre Abel-Rémusat (1788–1832) den Nachlass. Die von ihm edierten Mémoires et anecdotes sur la dynastie régnante des Djogouns, souverains du Japon (1820), ein Konvolut diverser Abhandlungen Titsinghs, wurden wohlwollend aufgenommen, bald ins Englische und dann gar ins Niederländische übersetzt. Abel-Rémusat, der nur chinesische Text lesen konnte, gewann Heinrich Julius Klaproth (1783–1835) zur Mitarbeit. Klaproth bezog ein Gehalt als Professor für asiatische Sprachen der Berliner Universität, lebte aber mit Erlaubnis des preußischen Königs in Paris. 1834 veröffentlichte er die Nipon O Daï Itsi Ran, ou Annales des Empereurs du Japan, traduites par Isaac Titsingh, avec l'aide de plusieurs interprètes attachés au comptoir hollandais de Nagasaki, eine Übersetzung der japanischen Chronik Nihon Ōdai Ichiran. Nepveu ging 1828 bankrott, das „Cabinet Titsingh“ wurde in alle Winde verstreut. Kurz darauf brachte Philipp Franz von Siebold (1796–1866) nach langjährigem Aufenthalt in Japan seine Schätze nach Europa, die alles Bisherige in den Schatten stellte, so dass Titsinghs Kollektion bald in Vergessenheit geriet.

### Werke
- Cérémonies usitées au Japon pour les mariages et les funérailles. Paris: Nepveu, 1819. ((online) bei books.google.com)
- Mémoires et Anecdotes sur la Dynastie régnante des Djogouns, Souverains du Japon, avec la description des fêtes et cérémonies observées aux différentes époques de l'année à la Cour de ces Princes, et un appendice contenant des détails sur la poésie des Japonais, leur manière de diviser l'année, etc.; Ouvrage orné de Planches gravées et coloriées, tiré des Originaux Japonais par M. Titsingh; publié avec des Notes et Eclaircissemens Par M. Abel-Rémusat.  Paris (Nepveu), 1820. ((online) bei books.google.com (französisch))
- Illustrations of Japan; consisting of Private Memoirs and Anecdotes of the reigning dynasty of The Djogouns, or Sovereigns of Japan; a description of the Feasts and Ceremonies observed throughout the year at their Court; and of the Ceremonies customary at Marriages and Funerals: to which are subjoined, observations on the legal suicide of the Japanese, remarks on their poetry, an explanation of their mode of reckoning time, particulars respecting the Dosia powder, the preface of a work by Confoutzee on filial piety, &c. &c. by M. Titsingh formerly Chief Agent to the Dutch East India Company at Nangasaki. Translated from the French, by Frederic Shoberl with coloured plates, faithfully copied from Japanese original designs. London (Ackermann), 1822.
- Beschreiving van het naadle steeken en moxa branden. Niederlande 1827. Dazu: Ein Brief vom 19. September 1827 von Heinrich Julius Klaproth (1783–1835) an Jean-Baptiste Sarlandière. (Digitalisat)
- Übersetzung: [Siyun-sai Rin-siyo/Hayashi Gahō (1652)]. Nipon o daï itsi ran [Nihon Ōdai Ichiran] oder Annales des empereurs du Japon, tr. par M. Isaac Titsingh avec l'aide de plusieurs interprètes attachés au comptoir hollandais de Nangasaki; ouvrage re., complété et cor. sur l'original japonais-chinois, accompagné de notes et précédé d'un Aperçu d'histoire mythologique du Japon, par M. J. Klaproth.  Paris, 1834. (online bei books.google.com (englisch))

### Weiterführende Literatur
- Jan J. L. Duyvendak: The Last Dutch Embassy to the Chinese Court (1794–1795). In: T'oung Pao. Band 34, Nr. 1/2, 1938, S. 1–137, JSTOR:4527145.
- John Shore Teignmouth: Memoirs of the life, writings, and correspondence of Sir William Jones. With the life of Lord Teignmouth, selections from Sir William Jones’s works, and occasional notes by the Rev. Samuel Charles Wilks. 2 Bände. Johne W. Parker, London 1835, (Digitalisate: Band 1. Band 2).
- Chrétien-Louis-Joseph de Guignes: Voyages a Peking, Manille et l’Île de France faits dans l’intervalle des années 1784 à 1801. 3 Bände. Imprimerie Impériale, Paris 1808, (Digitalisate: Band 1. Band 2. Band 3).
- Frank Lequin: Isaac Titsingh. (1745–1812). Een passie voor Japan leven en werk van de grondlegger van de Europese Japanologie. Canaletto u. a., Alphen aan den Rijn 2002, ISBN 90-6469-771-X.
- Frank Lequin: Isaac Titsingh in China (1794–1796). Het onuitgegeven Journaal van zijn Ambassade naar Peking. Canaletto u. a., Alphen aan den Rijn 2005, ISBN 90-6469-809-0.
- Frank Lequin (Hrsg.): The Private Correspondence of Isaac Titsingh. 2 Bände. Gieben, Amsterdam 1990–1992;
  - Band 1: (1785–1811) (= Titsingh Studies. 1 = Japonica Neerlandica. 4). 1990, ISBN 90-5063-045-6;
  - Band 2: (1779–1812) (= Titsingh Studies. 2 = Japonica Neerlandica. 5). 1992, ISBN 90-5063-057-X.
- Wolfgang Michel, Torii Yumiko, Kawashima Mabito: Kyūshū no rangaku. Ekkyō to kōryū. Shibunkaku Shuppan, Kyōto, 2009, ISBN 978-4-7842-1410-5 (In japanischer Sprache und Schrift; Holland-Kunde in Kyushu. Grenzüberschreitung und Austausch.).
- Nederland’s Patriciaat. Band 13, 1923, ISSN 0928-0979, S. 402–403.
- Patricia Owens O’Neill: Missed Opportunities: Late 18th Century Chinese Relations with England and the Netherlands. 1995, (Ph.D. dissertation, University of Washington).
- S. Noma (Hrsg.): Titsingh Izaak. In: Japan. An Illustrated Encyclopedia. Kodansha, 1993. ISBN 4-06-205938-X, S. 1563.
- Timon Screech: Secret Memoirs of the Shoguns. Isaac Titsingh and Japan, 1779–1822. Routledge, London u. a. 2006, ISBN 0-7007-1720-X.
- André Everard van Braam Houckgeest: Voyage de l’Ambassade de la Compagnie des Indes Orientales Hollandaises, vers l’Empereur de la Chine, dans les Années 1794 & 1795. Publié en Français par M. L. E. Moreau de Saint-Méry. 2 Bände. Moreau de Saint-Méry, Philadelphia PA 1797–1798, (Digitalisate: Band 1, Band 2; Deutsch: Reise der Gesandtschaft der holländisch-ostindischen Gesellschaft an den Kaiser von China in den Jahren 1794 und 1795. 2 Bände. Heinsius, Leipzig 1798–1799, Digitalisate: Band 1, Band 2).